# Label Six et Sept
Label Six et Sept (ou 6&7) est un label indépendant de musique français créé en 2017.

## Propriété
Le label a été créé par Pascal Nègre à la suite de son départ d’Universal Music. Le projet est initialement monté conjointement avec M6 Interactions.
En 2019, M6 revend ses parts à Believe Distribution Services qui entre à hauteur de 49% dans le capital de la société.
Le label veut diversifier les artistes distribués : « Nous aurons de jeunes artistes mais aussi des talents plus confirmés. Nous serons éditeur (gestion des droits d'auteur) en plus de producteur (gestion de la musique enregistrée) et nous voulons créer rapidement un catalogue à exploiter. Nous sous-traiterons la distribution physique et numérique ».
Zazie est la première artiste confirmée à rejoindre le label.

## Artistes sous ce label
- Awa
- Betta Lemme
- Ehla
- Jérémy Frérot
- Kimberose
- Kimotion
- Lubiana Kepaou
- Marie-Flore
- Oboy
- Vanille
- Victoria Sio
- Zazie